# Samtgemeinde Rosche
La Samtgemeinde Rosche est une Samtgemeinde, c'est-à-dire une forme d'intercommunalité de Basse-Saxe, de l'arrondissement d'Uelzen, au nord de l'Allemagne. Elle regroupe 5 municipalités.

## Composition
La Samtgemeinde Rosche se compose des communes et des villages suivants, :
- Oetzen avec les villages de Bruchwedel, Dörmte, Jarlitz, Stöcken et Süttorf ;
- Rätzlingen
- Rosche avec les villages de Borg, Gauel, Göddenstedt, Gut Göddenstedt, Hohenweddrien, Katzien, Nateln, Neumühle, Polau, Prielip, Probien, Retzien, Schwemlitz, Schmölau, Stütensen, Teyendorf et Zarenthien ;
- Stoetze avec les villages de Bankewitz, Boecke, Groß Malchau, Hof Rohrstorf, Hohenzethen, Nievelitz, Schlankau, Törwe et Zieritz ;
- Suhlendorf avec les villages de Batensen, Dallahn, Dalldorf, Grabau, Groß Ellenberg, Güstau, Klein Ellenberg, Klein Malchau, Kölau, Molbath, Nestau, Növenthien, Rassau, Schlieckau, St. Omer et Wellendorf.

## Armoiries
Les armoiries de la Samtgemeinde Rosche sont divisées en rouge et or. A gauche, cinq feuilles de chêne vertes sur fond d'or, à droite un ruisseau ondulé d'argent, accompagné en haut d'un soc de charrue d'argent et en bas d'une meule de moulin d'argent avec une charnière en fer.